# 能令速満
能令 速満（のうりょう そくまん、1812年 - 1886年）は、日本の宗教家、浄土真宗の僧侶。

## 概略
1812年（文化8年）、肥後国に生まれる。熊本県宇城市小川町延福寺（浄土真宗本願寺派）第8世住職。能令速満勧学和上。幼名は達栄。熊本県上益城郡六嘉（現・嘉島町）の仏誓寺、到徹（肥後徹の祖・環中の高弟）に師事。名を環徹と改める。
明治維新後、尊崇する浄土論「能令速満足」の語にちなみ、姓名を能令速満と改めた。宗学の研鑚に励み「勧学」となる。あわせて子弟の薫陶にも務める。詩歌、俳諧、築庭などの分野にも秀でていた。長男の達善（延福寺第9世住職）は司教に。孫の実円（延福寺第10世住職）は、九州仏教学院という学寮を創設し千名を超える門弟を輩出した。

## 著書
- 正信偈録
- 本典会読記
- 浄土論試記
- 楽集記
- 詩歌集、ほか